# 記録管理
記録管理（きろくかんり、英: Records Management）とは、記録 (Records)を特定し、分類し、保存（アーカイブ）または破棄する一連の手順を指す。RMと略すこともある。ISO 15489: 2001標準では記録管理を「記録の生成、受取、保守、使用及び整理に対する効率的かつシステマティックな制御を取扱う管理分野であり、業務活動及び取引上の証憑及び情報を記録の形で取得し保全する手順を含む」と定義している。